# Alport Barker
Pour les articles homonymes, voir Barker.
Sir Alport Barker, né à Akaroa vers 1874 et mort à Auckland le 14 juin 1956, est un propriétaire de journal et homme politique fidjien.

## Biographie
Né en Nouvelle-Zélande, il s'installe aux Fidji dans les années 1890 comme clerc d'un avocat. Il entre ensuite dans le monde du commerce, et fonde en 1901 le journal Western Pacific Herald. En 1918 il achète le journal The Fiji Times, dans lequel il fusionne son propre journal. 
Il est élu au Conseil législatif des Fidji en 1923, et est réélu cinq fois avant de perdre son siège aux élections de 1944. Il le retrouve en 1950, et quitte la politique en 1956. Il est également membre du Conseil exécutif durant sept ans, longuement maire de Suva. Il est quatre ans président de la Chambre de commerce de Suva, et un temps président du comité de direction du Musée des Fidji ; il est en outre directeur de plusieurs entreprises. Nommé commandeur de l'ordre de l'Empire britannique en 1946, il est fait chevalier en 1951.
Il vend le Fiji Times en février 1956 et prend sa retraite en Nouvelle-Zélande. Sa santé décline subitement, et il meurt hospitalité à Auckland à l'âge de 82 ans.